# Fons de Desenvolupament Regional Europeu

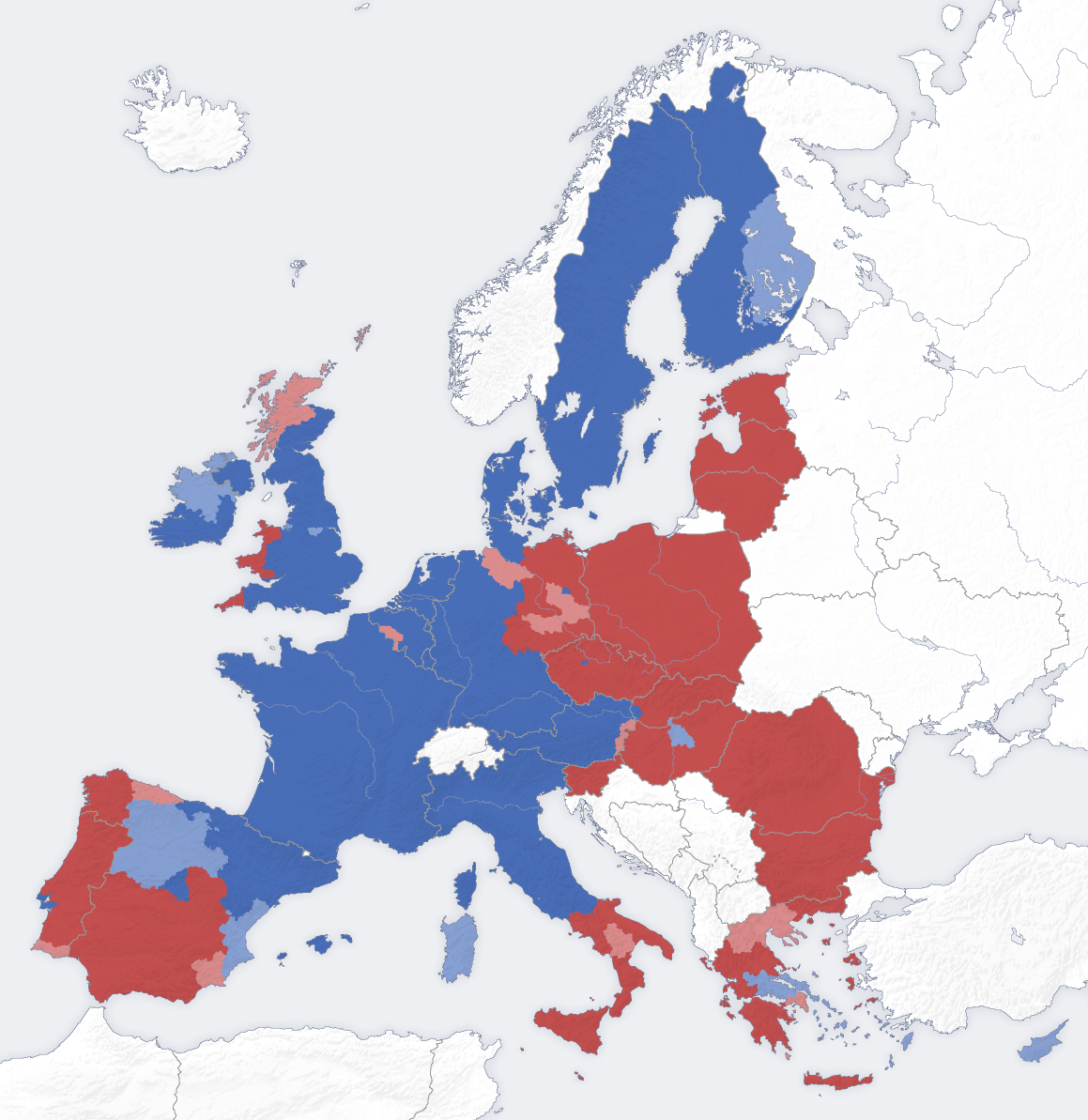
Fons de Desenvolupament Regional Europeu per al període 2007-2013.
Regions en convergència
Regions en disminució progressiva
Regions en increment progressiu
Regions competitives i generadores de col·locació

El Fons de Desenvolupament Regional Europeu (FEDER) és un instrument financer de la Comissió Europea la finalitat que té com a finalitat l'ajut per al desenvolupament econòmic de les regions deprimides de la Unió Europea.
Aquests fons són subvencions a fons perdut, essent gestionats directament per les administracions públiques (central, autonòmica i local) tenint cada una d'elles una quota de fons assignada a priori per realitzar projectes a la zona. L'objectiu del FEDER seria desenvolupar els principis econòmics on es basa la zona monetària òptima perquè totes les regions de la Unió Europea convergeixin al mateix nivell de desenvolupament, i permeti enfortir la moneda i la posició econòmica d'Europa.
El FEDER suposa una de les partides més grans dins del pressupost de la UE, afectant àrees de desenvolupament com els transports, les tecnologia de la comunicació, l'energia, el medi ambient, la recerca i la innovació, les infraestructures socials, la formació, la rehabilitació urbana i la reconversió industrial, el desenvolupament rural, la pesca, i fins i tot el turisme i la cultura.

## Història
El 1972 es va celebrar el primer Consell europeu on participaren els nous caps d'estat o de govern reunits a París i van preveure l'entrada en vigor d'un fons corrector dels desequilibris regionals.
Va ser creat el 1975. Es va crear el Comité de Política Regional com a òrgan consultiu per a ajudar en la coordinació de les polítiques regionals dels estats membres i la posada en marxa del FEDER. L'arribada tardana d'aquest fons va ser causada per la preocupació perquè hi haguera lliure competència dins el mercat comú europeu i per la falta de fe en aquest per part de part dels dirigents comunitaris en aquest fons perquè els estats ja tenien les seues pròpies polítiques regionals per a corregir els desequilibris. La majoria dels experts consideren que el FEDER va ser impulsat almenys al seu inici com una manera de compensar els estats membres que no havien rebut altres ajudes de la Unió Europea, com l'ajuda del Fons Agrícola.
El 1979 el FEDER va patir un canvi important: el reglament inicial que el regulava fou reformat i va tirar-se endavant una Resolució del Consell sobre la Política Regional Comunitària. El primer canvi que implicaven aquestes reformes era que el 95% del Fons seguia distribuint-se mitjançant el tradicional sistema de quotes en el qual els estats membres dominaven la decisió indicant les regions que eren destinades el Fons. L'altre 5% era decidit pel conjunt de comunitats.
La publicació del Reglament (CEE) 1787/84 obrí una etapa que arribà fins a la reforma dels Fons Estructurals de 1988. S'introduí un nou sistema que establia un límit mínim i un límit màxim per a cada estat membre. Es garantia un límit mínim de participació anual a cada estat si presentava un nombre suficient de sol·licituds, seguint els requisits reglamentaris.

## Eficàcia
Un estudi economètric prenent com a camp d'estudi les comunitats autònomes d'Espanya amb dades des de 1989 fins al 1992 va mirar de mesurar l'eficàcia del FEDER per a la correcció dels desequilibris territorials. Va arribar a dos conclusiones: a nivell interregional, els recursos del FEDER són formalment redistributius i segueixen el criteri d'equitat amb la característica de tindre poc impacte macroeconòmic (i per tant poc útil per a aconseguir l'objectiu general del fons); i a nivell intrarregional, afavoreix les subregions (per al cas andalús de la recerca, comarques) amb més renda i densitat de població.